# Limmernskogarna
Limmernskogarna är ett naturreservat i Linköpings kommun i Östergötlands län.
Området är naturskyddat sedan 2014 och är 29 hektar stort. Reservatet omfattar en del av sjön Limmern och höjder på båda sidor. Reservatet består av tidigare ängsmark som nu är blandskogsmiljö.